# Ustnik rafowy
Ustnik rafowy, motylek rafowy, chetonik rafowy (Heniochus acuminatus) – gatunek morskiej ryby okoniokształtnej z rodziny chetonikowatych (Chaetodontidae). Bywa hodowana w akwariach morskich. Bardzo podobna do Heniochus diphreutes, która ma krótszą płetwę grzbietową.

## Występowanie
Ciepłe wody oceaniczne od wschodniej Afryki i Zatoki Perskiej przez Mikronezję do Japonii. Zamieszkuje rafy koralowe w głębokich, osłoniętych lagunach.

## Charakterystyka
Dorasta do 25 cm długości. Agresywna, terytorialna. Dorosłe osobniki trzymają się parami. Żywi się planktonem.